# Национални музеј и уметнички центар Краљица Софија
Национални музеј и уметнички центар Краљица Софија, који се такође назива и Музеј Краљица Софија, је шпански национални музеј уметности 20. века. Музеј је званично отворен 10. септембра 1992. године и назван је по краљици Софији. Смештен је у Мадриду, у близини железничке и метро станице Атоћа, на јужном крају такозваног Златног троугла уметности (смештен је уз Пасео дел Прадо, а у непосредној близини је Музеја Прадо и Музеја Тисен-Борнемиса).
Музеј је углавном посвећен шпанској уметности. Садржаји музеја укључују колекције два највећа шпанска сликара 20. века, Пабла Пикаса и Салвадора Далија. Најпознатије ремек дело у музеју је Пикасова слика Герника . Поред своје обимне колекције, музеј нуди комбинацију националних и међународних привремених изложби у бројним галеријама, што га чини једним од највећих светских музеја модерне и савремене уметности. У 2019. години Музеј је посетило 4.425.699 посетилаца, што га чини деветим најпосећенијим уметничким музејом на свету.
У оквиру Музеја се налази библиотека са бесплатним приступом, специјализована за уметност, са збирком од преко 100.000 књига, преко 3.500 звучних записа и скоро 1.000 видео записа.

## Колекција
Колекција садржи радове уметника међу којима су Жуан Миро, Едуардо Ћиљида, Пабло Гаргаљо, Хулио Гонзалез, Луис Гордиљо, Хуан Грис, Хосе Гутиерез Солана, Лусио Муњоз, Хорхе Отеиза, Јулио Ромеро де Торес, Пабло Серано и Антони Тапиес .
Међународна уметност заступљена је у збирци која обухвата дела Франсиска Бејкона, Јозефа Бојса, Пјера Бонара, Жоржа брака, Александера Колдера, Роберта Делонеа, Макса Ернеста, Луција Фонтана, Саре Грило, Дајмијен Херста, Доналда Јуда, Василија Кандинског, Паула Клеа, Ива Клајна, Фернана Лежеа, Рене Магрита, Хенри Мура, Нам Џун Пајка, Мена Реја, Дијега Ривере, Марка Роткоа и других.

## Галерија
- Хуан Грис, 1913, Violin and Guitar, уље на платну, 81 x 60 cm
- Хуан Грис, October 1916, Portrait of Josette, уље на платну, 116 x 73 cm
- Марија Бленчард, 1917, Woman with guitar, уље на платну, 100 x 72 cm
- Василиј Кандински, 1923, Delicate Tension, мастило на папиру
- Робер Делоне, 1923, Portrait of Tristan Tzara, уље на платну, 104.5 x 75 cm
- Паул Кле, 1927, Omega 5, Dummy, уље на платну

## Историја зграде

### Болница
Зграда се налази на месту прве Опште болнице у Мадриду. У осамнаестом веку, краљ Фернандо VI од Шпаније одлучио је да сагради нову болницу, јер тадашњи објекти нису били довољни за град. Зграду су пројектовали архитекта Хосе де Хермосиља и његов наследник Франциско Сабатини. Године 1805, након бројних обустава радова, зграда је требало да преузме функцију за коју је била изграђена, иако је само трећина предложеног Сабатинијевог пројекта завршена. Од тада је пројекат претрпео разне модификације и допуне, све док 1969. болница није затворена.

### Музеј уметности
Обимне модерне обнове и надоградње старе зграде урађене су почетком 1980. године. Централна зграда музеја некада је била болница из 18. века. Зграда је функционисала као Уметнички центар од 1986. до оснивања Музеја Краљица Софија 1988. године. Године 1988. делови новог музеја су отворени за јавност, а исте године га је Министарство културе прогласило националним музејем. Његов архитектонски идентитет радикално је промењен 1989. године од стране Ијана Ричеја додавањем три стаклене куле.

### Проширење
Доградња површине од 8000 м2 је коштала 92 милиона евра, а површину је пројектовао француски архитекта Жан Нувел. Отворена је у октобру 2005. Проширење обухвата просторе за привремене изложбе, аудиторијум од 500 места и аудиторијум са 200 места, књижару, ресторане и административне канцеларије.